# Temnopleurus alexandri
Espèce
Synonymes
- Salmacis alexandri Bell, 1880
- Salmacis virgulata alexandri Döderlein, 1902
- Temnopleurus scalaris Mortensen, 1918

Temnopleurus alexandri est une espèce d'oursins (échinodermes) de la famille des Temnopleuridae.

## Description
C'est un petit oursin régulier, dont le test (coquille) peut atteindre 10 cm de diamètre, couvert de radioles (piquants) vertes, rouille ou violettes, courtes et pointues, mesurant au maximum 1,2 cm. Les radioles de la face orale (inférieure) sont plus courtes, légèrement aplaties et peuvent être annelées. Toutes les radioles, primaires (les plus longues) comme secondaires (les plus courtes), sont disposées en méridiens assez espacés, laissant voir le test blanc. Ses longs podia translucides sont plus longs que les piquants, et souvent visibles en plongée. Sur le test, les sutures entre les plaques forment parfois des lignes radiales en zigzag assez visibles.
C'est un oursin « collecteur » : il maintient souvent toutes sortes d'objets (pierres, débris, coquilles...) au-dessus de lui au moyen de ses podia pour se camoufler.

## Habitat et répartition
Cet oursin se rencontre à faible profondeur sur la côte est de l'Australie, de Brisbane à Sydney (sub-tropicale). Il apprécie les herbiers sableux, mais aussi les fonds détritiques riches en algues, dont il se nourrit.